# Zanieczyszczenia mikrobiologiczne żywności
Zanieczyszczenia mikrobiologiczne żywności to obecność w niej drobnoustrojów, głównie bakterii, wirusów, grzybów lub ich toksyn. Mikroorganizmy te, jako szeroko rozpowszechnione w środowisku naturalnym, przedostają się do żywności w wyniku procesów jej wytwarzania, przetwarzania, uzdatniania, preparowania, pakowania, magazynowania, transportu oraz z zanieczyszczonego środowiska. Biorą one udział w fermentacji żywności, produkcji biomasy czy wytwarzaniu konserwantów, przez co pełnią wiele pożytecznych funkcji, ale z drugiej strony są przyczyną psucia się żywności, obniżenia jej wartości odżywczej i pogorszenia jakości zdrowotnej.

## Źródła zanieczyszczeń mikrobiologicznych żywności
Do najczęściej występujących w żywności zanieczyszczeń mikrobiologicznych zalicza się:
- bakterie chorobotwórcze, mające zdolność rozwoju i namnażania w przewodzie pokarmowym człowieka, np. bakterie z gatunku Salmonella, Shigella, Escherichia;
- toksyny bakteryjne obecne w środkach spożywczych do których należą m.in.: enterotoksyna gronkowcowa oraz toksyna jadu kiełbasianego;
- mykotoksyny wytwarzane przez pleśnie;
- wirusy z gatunku enterowirusy, rotawirusy oraz adenowirusy.

## Mikrobiologiczne bezpieczeństwo żywności
Zanieczyszczenia mikrobiologiczne żywności są jednym z czynników wpływających na bezpieczeństwo żywności, gdyż obecność drobnoustrojów chorobotwórczych może być powodem wystąpienia zatruć pokarmowych. Zwalczanie infekcji bakteryjnych  antybiotykami jest coraz mniej skuteczne ze względu na narastającą lekooporność.  Wynika stąd konieczność rozsądnego stosowania przez producentów żywności preparatów antybakteryjnych, np. podczas dezynfekcji urządzeń produkcyjnych.
Zatrucia pokarmowe o etiologii wirusowej także stanowią poważne zagrożenie dla zdrowia i życia człowieka. Wiedza na temat tych zatruć jest niewystarczająca ze względu na problemy związane z ich hodowlą, izolowaniem czy oznaczaniem wirusów w środkach spożywczych. Głównym źródłem tego rodzaju zatruć jest zakażona wirusami woda, skażone ściekami warzywa oraz pokarm zakażony przez osoby, które chorowały na żółtaczkę typu A. Wirusy mają zdolność przetrwania w zakażonej żywności od kilku do kilkunastu dni.
Zatrucia pokarmowe o różnej etiologii stanowią ważny problem zdrowotny w Polsce. Najczęstsze bakteryjne zatrucia pokarmowe wywołane są przez Salmonella spp.,  Staphyloccocus aureus, Campylobacter spp. oraz zatrucia nieokreślone etiologicznie. Do zakażenia dochodzi przez spożycie zanieczyszczonego pokarmu, głównie jaj kurzych. Występują także zatrucia jadem kiełbasianym oraz zakażenia włośnicą. Od kilku lat w Polsce występują szczególnie groźne zakażenia bakteriami Yersinia enterocolitica. [36] Istotną rolę w zapewnieniu bezpieczeństwa żywności odgrywają badania monitoringowe, pozwalające na określenie występowania niektórych drobnoustrojów chorobotwórczych  lub potencjalnie chorobotwórczych u zwierząt i w żywności.